# American Institute of Aeronautics and Astronautics
American Institute of Aeronautics and Astronautics (AIAA) (pol. Amerykański Instytut Aeronautyki i Astronautyki) – największe amerykańskie stowarzyszenie specjalistów w zakresie astronautyki i lotnictwa. Powstało w 1963 z połączenia dwóch innych organizacji (American Rocket Society i Institute of Aeronautical Sciences). Reprezentuje USA w Międzynarodowej Federacji Astronautycznej. W 2012 miało ponad 38 000 członków (w tym ok. 7500 studentów). Pomimo nazwy członkami stowarzyszenia są również osoby spoza USA, aczkolwiek ze względów bezpieczeństwa niektóre seminaria i spotkania AIAA są otwarte tylko dla osób z obywatelstwem amerykańskim.
Publikuje dziewięć tytułów pracy fachowej i popularnonaukowej, np. Aerospace America. Jest wydawcą książek i organizatorem seminariów, wykładów i konferencji. Na konferencjach AIAA przyznaje się również nagrody za osiągnięcia w astronautyce i lotnictwie.
AIAA posiada również własny program stypendialny dla studentów i naukowców prowadzących badania związane z astronautyką i lotnictwem.